# Amendement Wallon

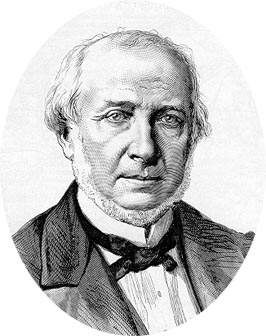
Portrait d'Henri Wallon (1812-1904).

L'amendement Wallon est un amendement voté par l'Assemblée nationale française le 30 janvier 1875, instaurant, dans le cadre de la Troisième République, l'élection du président à la majorité absolue des suffrages par le Sénat et par la Chambre des députés réunis en « Assemblée nationale ». L'amendement d'Henri Wallon est apporté à ce qui devient ensuite la loi constitutionnelle du 25 février 1875, l'une des trois lois constitutionnelles de 1875. Au-delà de cette question de pure procédure, c'est en réalité la nature du régime que l'amendement Wallon définit.

## Contexte
La Troisième République avait été en effet proclamée à Paris, le 4 septembre 1870 d'une manière précipitée. Elle servait de régime provisoire, dominé par un parlement monocaméral à majorité monarchiste, qui escomptait bien restaurer la monarchie. L'échec des négociations entre les députés orléanistes et le prétendant légitimiste « Henri V », sur le nom duquel orléanistes et légitimistes s'étaient entendus, empêche la restauration. Le régime reste provisoire jusqu'en 1875, quand le centre droit monarchiste et le centre gauche républicain (la « conjonction des centres ») s'unissent autour d'un régime républicain d'inspiration orléaniste, conçu, par les premiers, comme une république capable de devenir une monarchie sans difficulté, et par les seconds, comme une république a minima en attendant mieux.
L'amendement d'Henri Wallon intervient dans ce contexte : au lieu de proposer une formulation proclamatoire, comme celle d'Édouard Lefebvre de Laboulaye (« La République se compose de deux chambres et d'un président »), amendement rejeté la veille par 359 voix contre 336, il se limite à une phrase plus modeste : « le président de la République est élu par le Sénat et la Chambre ».
Même si la formule est modeste, son vote par les députés de l'Assemblée nationale, en tant qu'amendement au projet constitutionnel, montre que le régime républicain a dépassé le stade du provisoire, et devient, de droit, le régime politique de la France — ce qui fait d'Henri Wallon le « père de la République ».

## L'amendement

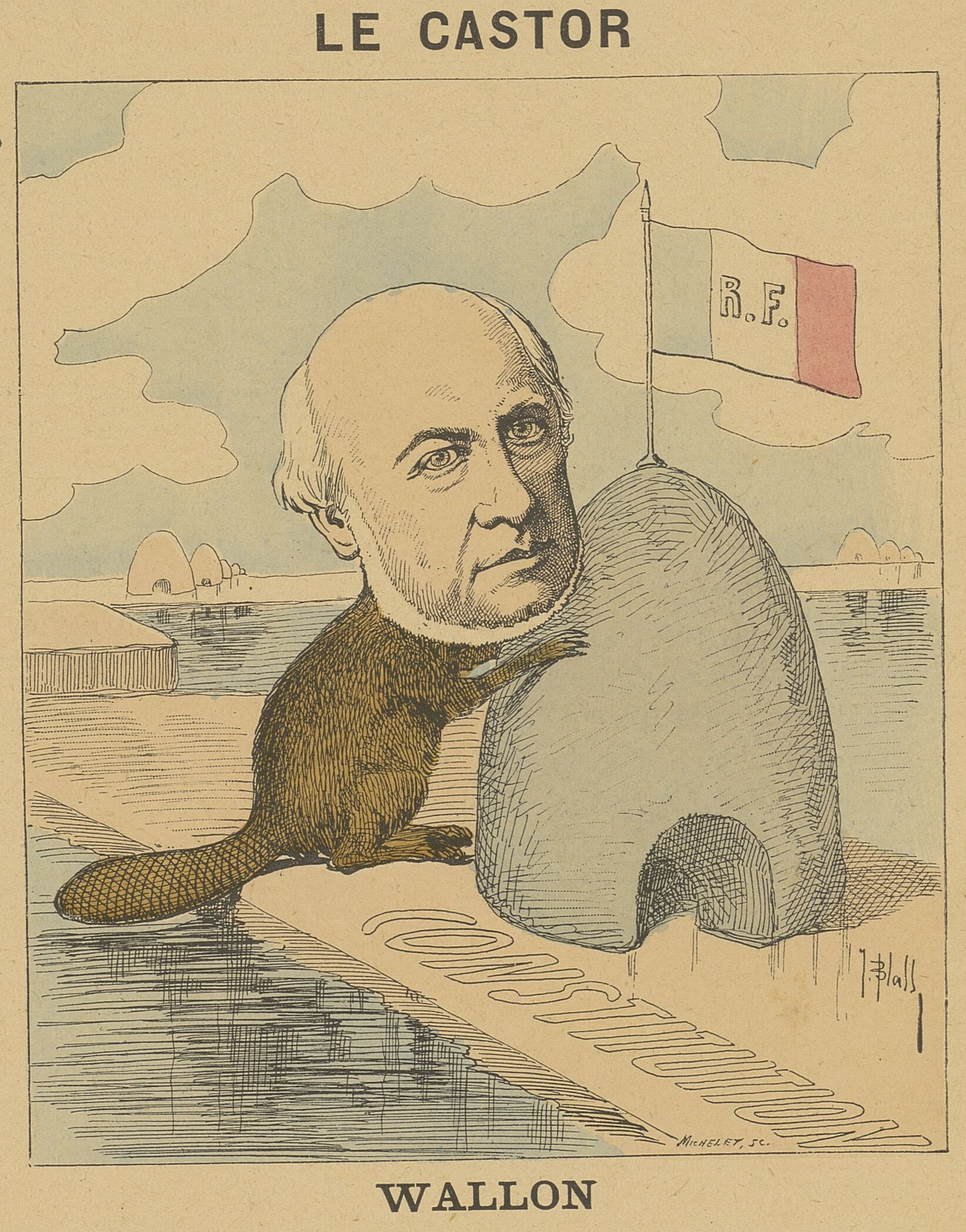
Caricature de Wallon en castor bâtisseur de la Constitution de la République française, par J. Blass (La Ménagerie républicaine, 1889).

### Texte
Le texte, préparé par Henri Wallon, est violemment débattu et adopté à une seule voix de majorité (353 voix contre 352) en première lecture, puis à une plus large majorité en deuxième lecture 413 contre 248.
Il dispose :

« Le président de la République est élu à la majorité absolue des suffrages par le Sénat et la Chambre des députés réunis en Assemblée nationale. Il est nommé pour sept ans ; il est rééligible. »

Henri Wallon, monarchiste, espérait que cet amendement stipulant une élection pour sept ans soit refusé pour faire refuser la loi. Il a été pris à son propre piège.
Cet amendement est incorporé à l'article 2 de la loi constitutionnelle du 25 février 1875.

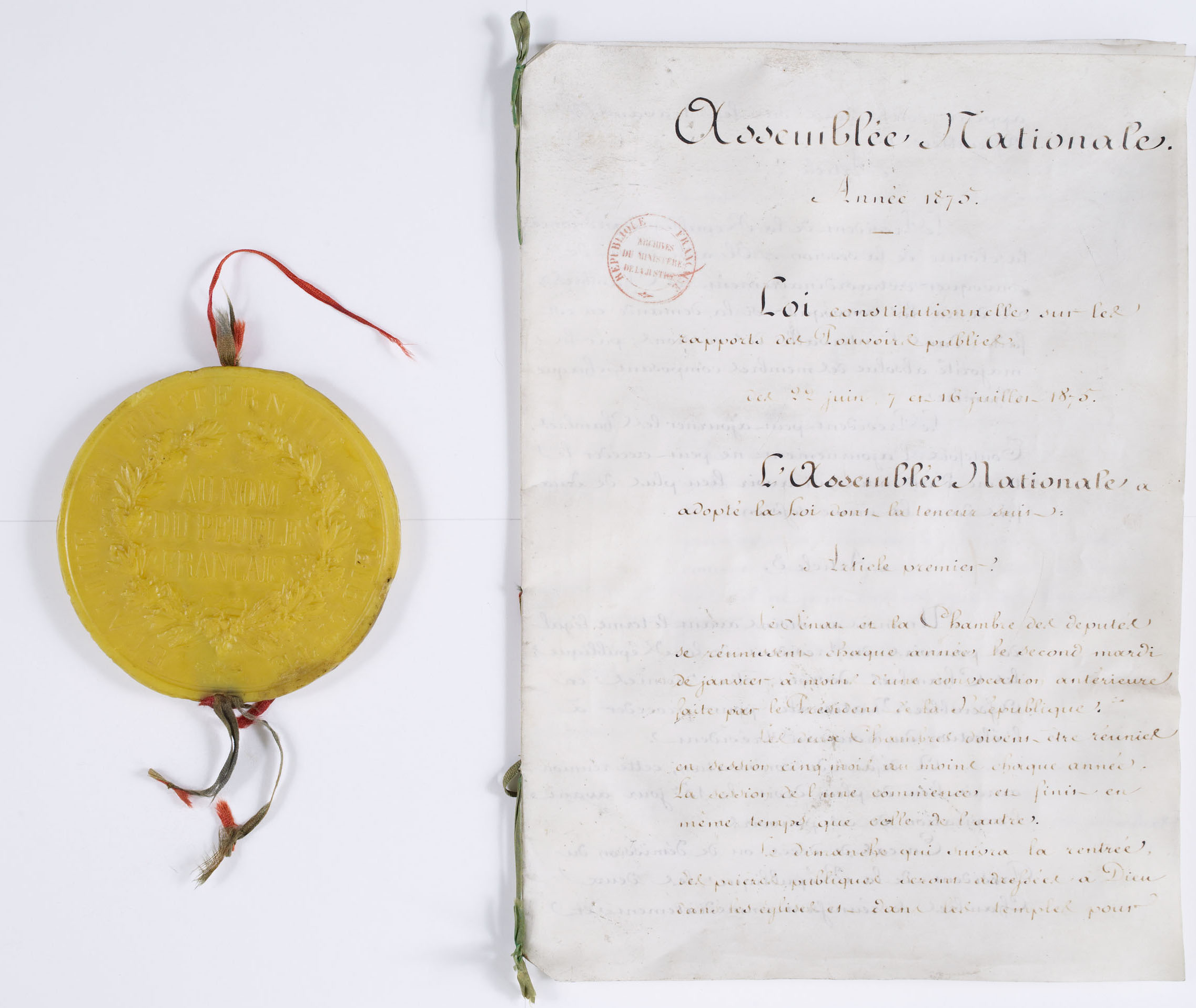
Original de la loi constitutionnelle du 16 juillet 1875, avec son sceau (Archives nationales).

### Abrogation
D'une manière extrêmement symbolique, le texte introduit par l'amendement d'Henri Wallon dans les lois constitutionnelles de 1875 a été abrogé par le premier des actes constitutionnels de Vichy, le 11 juillet 1940. Cet « acte constitutionnel », pris sur le fondement de la loi constitutionnelle du 10 juillet 1940 qui a confié les pleins pouvoirs à Philippe Pétain pour réviser la constitution, a, dans le même temps, déclaré que Pétain était désormais le « chef de l'État français », et qu'en conséquence, l'article 2 de la loi constitutionnelle du 25 février 1875 était abrogé. Le régime de Vichy étant illégal et illégitime au regard de l'ordonnance du 9 août 1944, son abrogation légale intervient comme l'ensemble des lois constitutionnelles de la troisième république à la promulgation de la constitution de la quatrième république le 27 octobre 1946.